# Liste der Kulturdenkmäler in Scheibenhardt
In der Liste der Kulturdenkmäler in Scheibenhardt sind alle Kulturdenkmäler der rheinland-pfälzischen Ortsgemeinde Scheibenhardt aufgeführt. Grundlage ist die Denkmalliste des Landes Rheinland-Pfalz (Stand: 26. Juni 2023).

## Einzeldenkmäler
| Bezeichnung                   | Lage                                                       | Baujahr                     | Beschreibung                                                                                                 | Bild                           |
| ----------------------------- | ---------------------------------------------------------- | --------------------------- | --- | ------------------------------ |
| Wohnhaus                      | Hauptstraße 11 Lage                                        | 18. Jahrhundert             | eingeschossiges Fachwerkhaus, teilweise massiv, 18. Jahrhundert                                              | Fotos hochladen                |
| Katholische Kirche St. Ludwig | Hauptstraße, bei Nr. 43 Lage                               | 1930/31                     | Saalbau mit Flankenturm, 1930/31                                                                             | weitere Bilder Fotos hochladen |
| Bienwaldmühle                 | nordwestlich des Ortes an der L 545 Lage                   | Anfang des 17. Jahrhunderts | in historischen Formen 1943 wiederaufgebauter Vierseithof, ursprünglich wohl vom Anfang des 17. Jahrhunderts | Fotos hochladen                |
| Wegekreuz                     | westlich des Ortes an der L 545; Distrikt Am Herrgott Lage | 1739                        | Sandsteinsockel eines Wegekreuzes, bezeichnet 1739 (Bild)                                                    | Fotos hochladen                |